# Gustaf Rask
Karl Gustaf Rask, född 16 mars 1921 i Forsa församling, Gävleborgs län, död 28 augusti 2002, var en svensk präst.
Rask var mejeriarbetare 1937–1945, blev student vid Fjellstedtska skolan 1950 och teologie kandidat vid Uppsala universitet 1954. Han blev komminister i Delsbo församling 1955, i Forsa och Högs församlingar 1962,  kyrkoherde i Hälsingtuna församling 1966  och kontraktsprost i Sundhede kontrakt 1982. Han var ordförande i barnavårdsnämnden 1957–1959 samt kyrkorådet och kyrkostämman 1962–1966.